# جون غراي (كاتب)
جون نيكولاس غراي (بالإنجليزية: John Gray) (17 أبريل في عام 1948)، هو فيلسوف سياسي إنجليزي مهتم بالفلسفة التحليلية والتاريخ الفكري. تقاعد غراي من منصبه كأستاذ في الفكر الأوروبي في كلية لندن للاقتصاد والعلوم السياسية في عام 2008. يشارك غراي بانتظام في صحيفة الغارديان والملحق الأدبي لمجلة ذا تايمز، فضلًا عن كونه مراجع كتب أساسي في مجلة نيوستيتسمان. يعتبر غراي نفسه ملحدًا.
كتب غراي مجموعةً من الكتب المؤثرة، بما في ذلك الفجر الكاذب: أوهام الرأسمالية العالمية (1998)، الذي تحدث فيه عن عولمة السوق الحرة واعتبرها مشروعًا تنويريًا مضطربًا في طور التفكك. كتب غراي أيضًا كلاب القش: أفكار حول البشر وحيوانات أخرى (2003)، الذي يهاجم من خلاله نظرة الإنسانية الفلسفية العالمية النابعة من الأديان بحسب رأيه. نشر غراي كتبًا أخرى مثل الكتلة السوداء: الدين الرؤيوي وموت الطوباوية (2007)، الذي كان بمثابة نقد للتفكير الطوباوي في العالم الحديث.
ينظر غراي إلى الإرادة -وبالتالي الأخلاق- بوصفها محض وهم، ويصوّر البشر على أنهم أنواع مفترسة تحاول القضاء على أشكال الحياة الأخرى. كتب غراي أن «البشر ... غير قادرون على تدمير الأرض، لكنهم يستطيعون تخريب البيئة التي تعيلهم بسهولة».

## فكره السياسي والفلسفي
يُعرف غراي بين أوساط الفلاسفة برفضه التام للأفكار الرولزية وبتبحره في العلاقة المتوترة بين تعددية القيم من جهة والليبرالية التي تحدث عنها أشعيا برلين في أعماله من جهة أخرى.
اشتهر فكر غراي السياسي بسبب تحركيته عبر الطيف السياسي على مر السنين. كان جراي أثناء فترة دراسته يساريًا، واستمر في التصويت لحزب العمال حتى منتصف سبعينيات القرن العشرين. تحول انتماء غراي السياسي إلى الموقف اليميني الجديد (اليمين الليبرالي) بحلول عام 1976، وذلك بحجة التغيرات القطعية التي يمر بها العالم بسبب الاختراعات التكنولوجية والأسواق المالية المعاد تنظيمها وتكتلات القوى الاقتصادية الجديدة، بالإضافة إلى فشل اليسار في فهم حجم هذه التغييرات وطبيعتها. تحول غراي إلى الدفاع عن المذهب البيئي وحزب العمال الجديد خلال تسعينيات القرن العشرين. ينظر غراي إلى الطيف السياسي التقليدي (اليسارية/اليمينية) الذي ينطوي على المحافظة والديموقراطية الاجتماعية باعتباره متقادمًا.
تحدث غراي عن الليبرالية وحدد السمات المشتركة في الفكر الليبرالي عمومًا على أنها الفردية والمساواتية والتحسينية والعالمية. يؤكد العنصر الفردي على الأولوية الأخلاقية للإنسان في وجه الضغوط الجماعية الاجتماعية، ويمنح عنصر المساواتية القيمة الأخلاقية والمكانة ذاتها لجميع الأفراد، بينما يؤكد العنصر التحسيني على قدرة الأجيال المتعاقبة على تحسين إجراءاتها الاجتماعية والسياسية، أما العنصر العالمي فيشدد على الوحدة الأخلاقية للنوع البشري ويهمش الاختلافات الثقافية المحلية.
انتقد غراي مؤخرًا كل من النيوليبرالية والسوق الحرة العالمية وبعض التيارات المركزية في الفكر الغربي كالإنسانية مثلًا، وأصبح أكثر ميلًا إلى الفكر الأخضر ولا سيما فرضية غايا لجيمس لوفلوك. يُعتقد أن السبب وراء شهرة غراي هو انتقاده هذا للمذهب الإنساني.
ينظر غراي إلى المذهب الطوباوي المتأصل في التحسينية على أنه أمر محوري في العقيدة الإنسانية؛ أي أن البشر غير مقيدين بطبيعتهم البيولوجية وأن التقدم الأخلاقي والسياسي أمر تراكمي وأن البشر قادرين على تغيير حالتهم وتحسينها كما غير التقدم العلمي أو التكنولوجي مستويات المعيشة وحسنها.
ينتقد غراي هذا الرأي ويرفض اعتبار التاريخ تقدميًا، إذ يراه على أنه دوري. يعتقد غراي أن الطبيعة البشرية عقبة متأصلة في وجه التقدم الأخلاقي أو السياسي التراكمي. يرى غراي أنه يمكن عكس التحسينات الظاهرية -إن وُجدت- بسهولة كبيرة: يطرح غراي مثالًا حول لجوء الولايات المتحدة إلى التعذيب ضد الإرهابيين المشتبه بهم. قال غراي في مقابلة له مع مجلة 032c إن «ما يثير الاهتمام ليس العودة إلى استخدام التعذيب، بل احتضان الليبراليين له ودفاعهم عنه. هناك العديد من الأشخاص الليبراليين والمحافظين الذين يقولون [في الحقيقة، إنها قضية في غاية التعقيد.]، لكن لم تصبح هذه القضية معقدةً حتى الآونة الأخيرة، ولم يتفوّهوا بهذا الكلام قبل خمس أو عشر سنوات».

## وصلات خارجية
- جون غراي على موقع ديسكوغز (الإنجليزية)